# Damòteles d'Esparta
Damòteles (en llatí: Damoteles, en grec antic: Δαμοτέλης) va ser un militar espartà que va trair al rei Cleòmenes III.
Per aquesta traïció, Cleòmenes va ser derrotat per Antígon a la batalla de Sel·làsia l'any 222 aC. Plutarc diu que era el comandant de la Criptea, uns destacaments de joves espartans que cercaven i caçaven ilotes.